# Commando de Operações Táticas
 (mars 2023).
Si vous disposez d'ouvrages ou d'articles de référence ou si vous connaissez des sites web de qualité traitant du thème abordé ici, merci de compléter l'article en donnant les références utiles à sa vérifiabilité et en les liant à la section « Notes et références ».
 (mars 2023).
La mise en forme du texte ne suit pas les recommandations de Wikipédia : il faut le « wikifier ».
Les points d'amélioration suivants sont les cas les plus fréquents. Le détail des points à revoir est peut-être précisé sur la page de discussion.
- Les titres sont pré-formatés par le logiciel. Ils ne sont ni en capitales, ni en gras.
- Le texte ne doit pas être écrit en capitales (les noms de famille non plus), ni en gras, ni en italique, ni en « petit »…
- Le gras n'est utilisé que pour surligner le titre de l'article dans l'introduction, une seule fois.
- L'italique est rarement utilisé : mots en langue étrangère, titres d'œuvres, noms de bateaux, etc.
- Les citations ne sont pas en italique mais en corps de texte normal. Elles sont entourées par des guillemets français : « et ».
- Les listes à puces sont à éviter, des paragraphes rédigés étant largement préférés. Les tableaux sont à réserver à la présentation de données structurées (résultats, etc.).
- Les appels de note de bas de page (petits chiffres en exposant, introduits par l'outil «  Source ») sont à placer entre la fin de phrase et le point final[comme ça].
- Les liens internes (vers d'autres articles de Wikipédia) sont à choisir avec parcimonie. Créez des liens vers des articles approfondissant le sujet. Les termes génériques sans rapport avec le sujet sont à éviter, ainsi que les répétitions de liens vers un même terme.
- Les liens externes sont à placer uniquement dans une section « Liens externes », à la fin de l'article. Ces liens sont à choisir avec parcimonie suivant les règles définies. Si un lien sert de source à l'article, son insertion dans le texte est à faire par les notes de bas de page.
- La présentation des références doit suivre les conventions bibliographiques. Il est recommandé d'utiliser les modèles {{Ouvrage}}, {{Chapitre}}, {{Article}}, {{Lien web}} et/ou {{Bibliographie}}. Le mode d'édition visuel peut mettre en forme automatiquement les références.
- Insérer une infobox (cadre d'informations à droite) n'est pas obligatoire pour parachever la mise en page.

Pour une aide détaillée, merci de consulter Aide:Wikification.
Si vous pensez que ces points ont été résolus, vous pouvez retirer ce bandeau et améliorer la mise en forme d'un autre article.
 (mars 2023).
Le Comando de Operações Táticas (commandement des opérations tactiques en portugais), principalement connu sous son acronyme COT, est l'unité tactique de la police fédérale du Brésil. Cette unité est créée à la suite des recommandations du parlement brésilien, dans le but de se doter d'une force antiterroriste spécialisée. Elle a été mise en service en 1987.

## Sélection et processus
Le groupe est composé d'agents fédéraux du Département de la police fédérale brésilienne. Ces agents suivent le cours de formation tactique pendant 14 semaines. Les agents fédéraux se portent volontaires pour rejoindre le COT, il n'y a aucune obligation ni aucun recrutement. La sélection est rigoureuse et nécessite une grande forme physique et mentale, évaluée par une série d'épreuves préliminaires, où seuls 40% des candidats sont retenus. Après cette première phase, les candidats suivent une formation de plus d'un an jusqu'à l'examen final, après quoi ils sont finalement admis en tant que membres du COT. Ils commencent immédiatement à s'entraîner avec le reste de l'équipe et subissent une période probatoire où ils seront évalués sur leur capacité à vivre avec le groupe, leur rapidité dans les actions tactiques policières et leur efficacité dans la formation.

## Activités

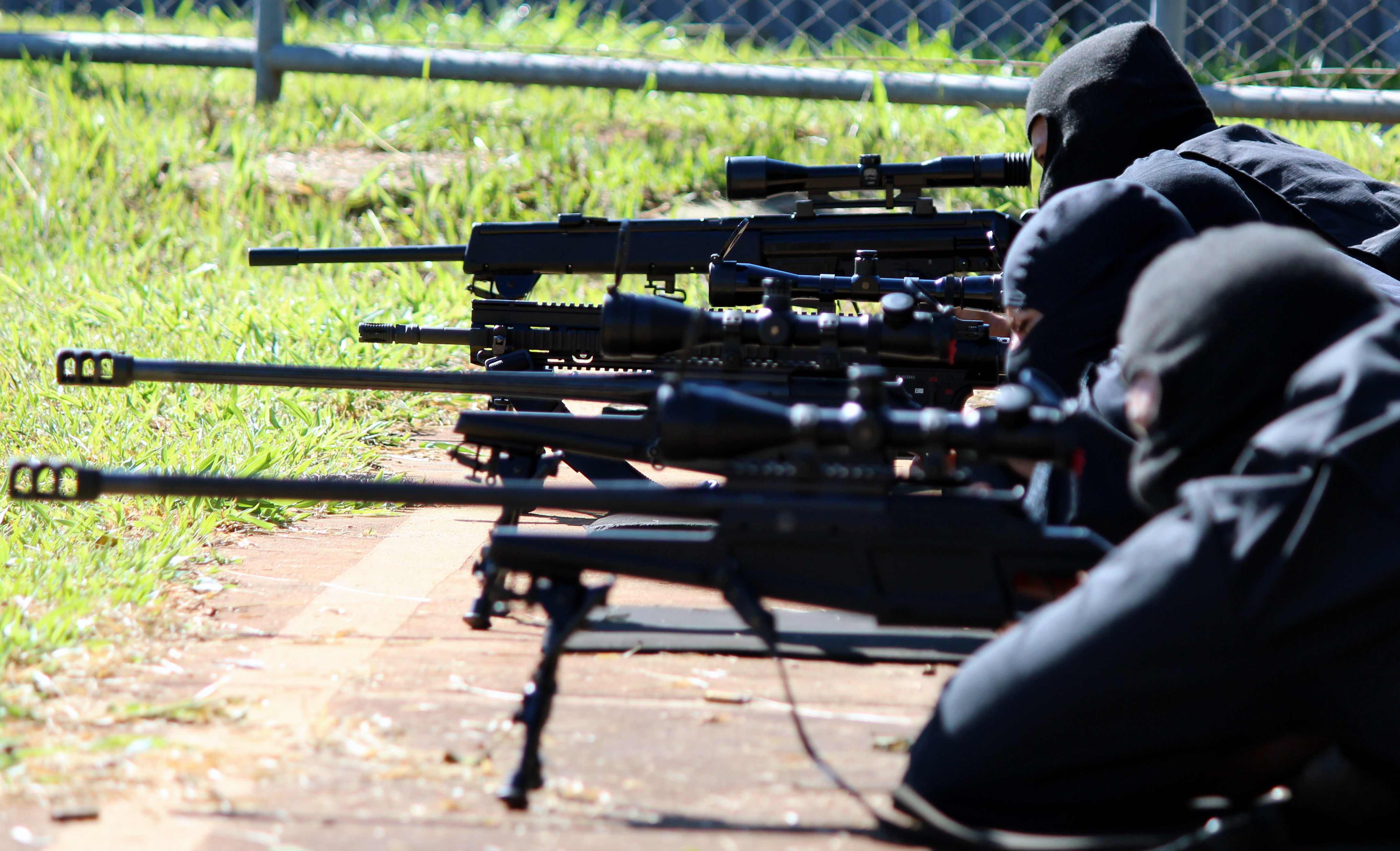
Les tireurs d'élite du COT lors d'une session d'entraînement.

Le COT est l'unité d'élite de la police fédérale et est responsable des interventions à haut risque qui nécessitent une préparation supérieure et supplémentaire à celles des forces de police conventionnelles. Tous les agents du COT ne sont employés que dans des situations à haut risque, contrairement aux agents de la police fédérale non spécialisés.

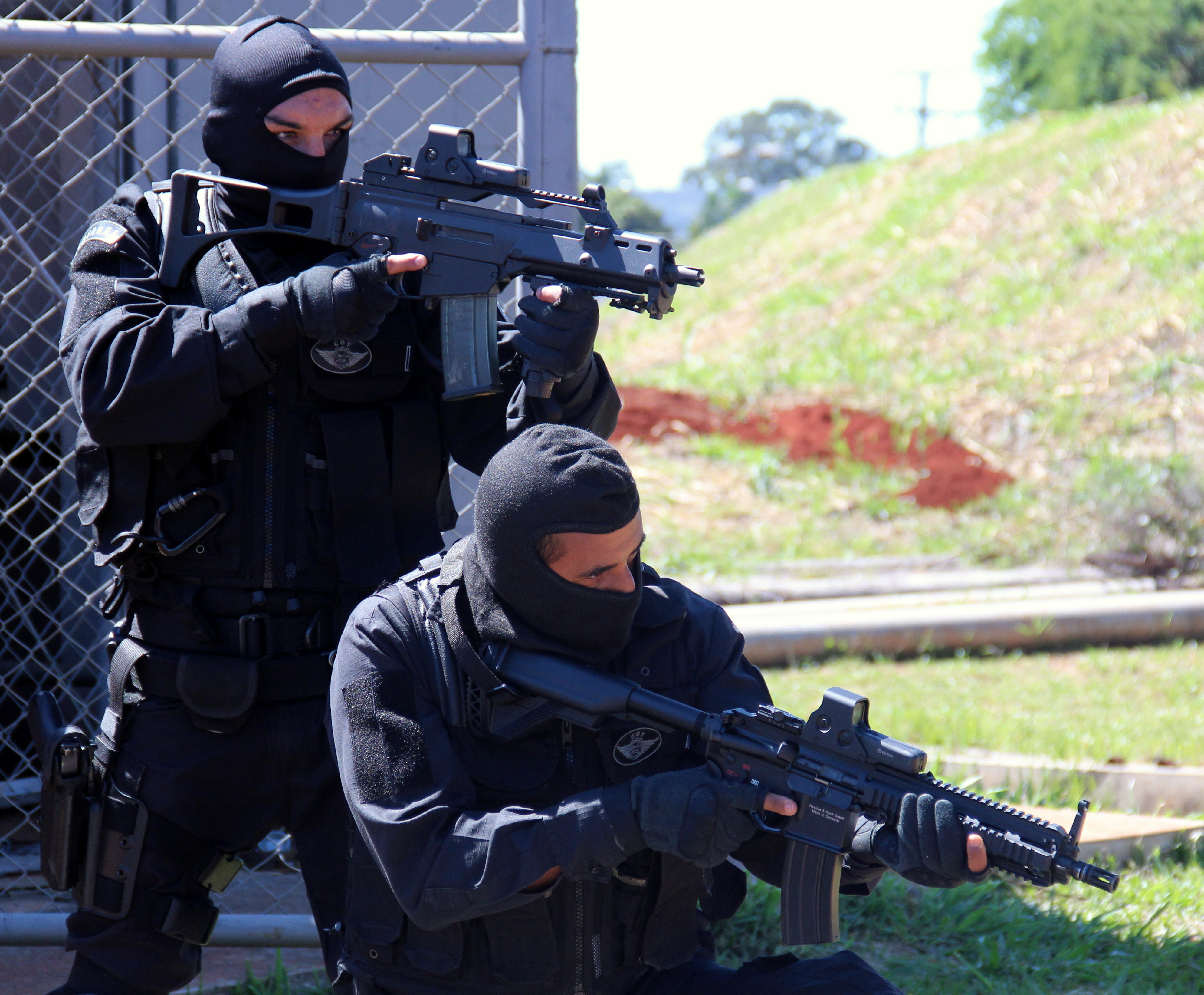
Membres du COT lors d'un exercice d'entraînement.

Au fil des ans, le COT a adapté et fait évoluer son programme de formation: en plus de la formation commune aux unités d'opérations spéciales des autres unités policières mondiales, le COT a une formation spécifique pour faire face aux opérations contre le trafic de drogue, le terrorisme et dans les biomes typiques du Brésil, comme la forêt tropicale, la caatinga (désertique), les marais ou encore le Cerrado. Le COT est également chargé de résoudre les cas de saisie d'aéronefs civils au Brésil, avec ou sans otages.
Le COT effectue en moyenne 110 opérations par an dans tout le Brésil, réparties en sous-équipes. Lorsqu'ils n'effectuent pas d'opération, les membres du COT sont en formation continue à la base de Brasília, étant disponibles et aptes à être actifs pour une opération à tout moment.